# Altena (geslacht)

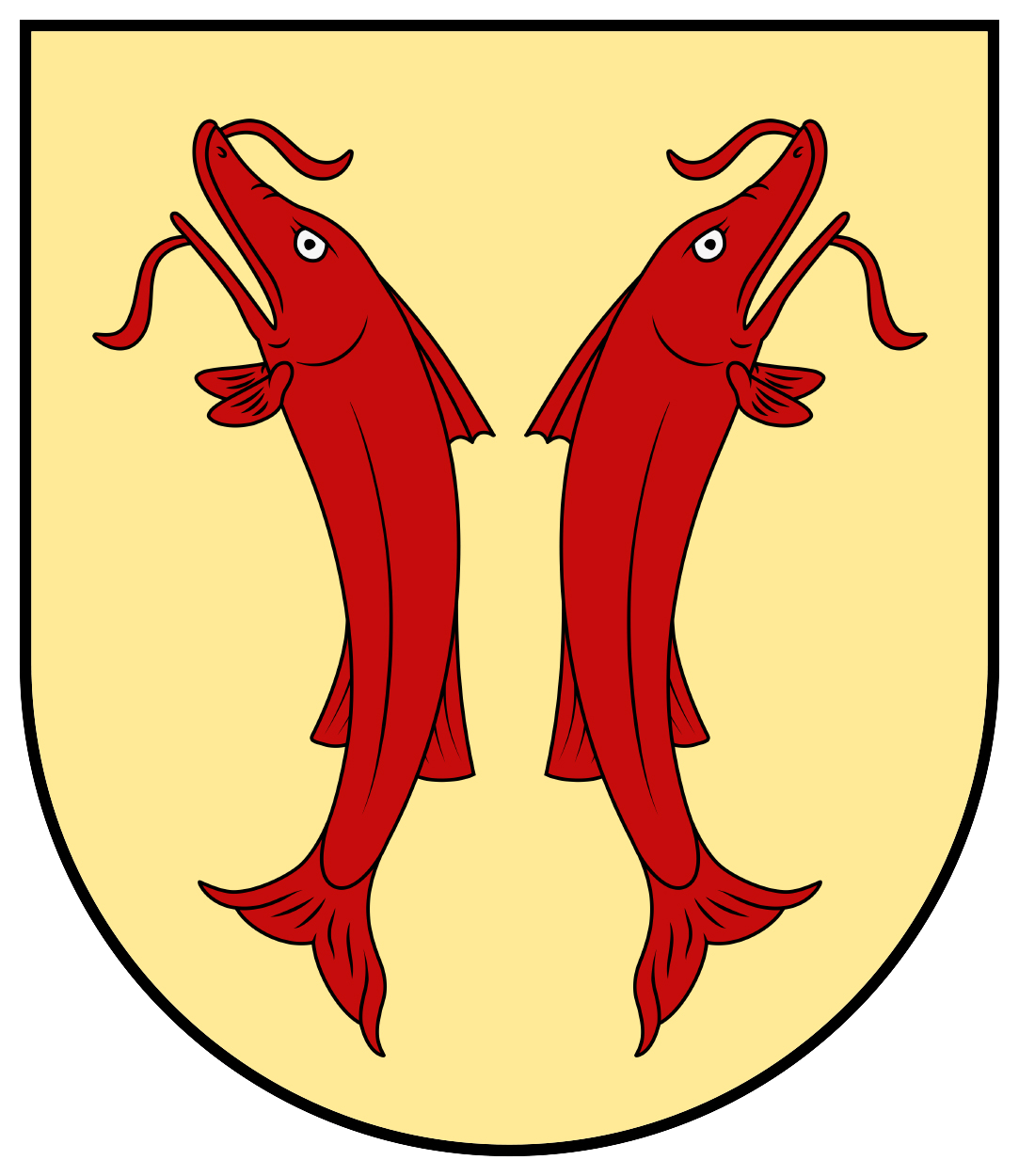
Wapen van het Huis Altena

Het Huis Altena was een belangrijk adellijk geslacht dat zijn oorsprong had in het bezit van Almkerk, waar ook het Kasteel Altena werd gebouwd. Leden van dit Huis verwierven bezittingen tot ver buiten het Land van Altena, waar zij vandaan kwamen. Er is geen verwantschap met het geslacht Altena waar de familie Van Regteren Altena uit voortkwam.

## Familiewapen
Het wapen van het Huis Altena toont twee zalmen, verwijzend naar de riviervisserij, die in het Land van Altena een belangrijke bron van inkomsten was.

## Genealogie
Het spreekt vanzelf dat de genealogie berust op reconstructies, gebaseerd op schaarse schriftelijke documenten. Vele jaartallen, en zelfs het bestaan van sommige personen, zijn onzeker.
Diverse genealogieën gaan ervan uit dat de eerste telg uit het dit geslacht ene Thierry van Altena zou zijn geweest, die zoon was van de in 906 gestorven Robert van Teisterbant en diens vrouw Cunegonde van Hoei.
De volgende opvolging zou dan hebben plaatsgevonden:
- Thierry van Altena, zowel zijn geboorte- als zijn sterfdatum zijn onbekend, evenals de naam van zijn echtgenote. Kinderen waren: Jan van Altena, Willem van Altena, Engelbert van Altena.[bron?]
- Jan van Altena, gehuwd met een telg uit het geslacht Van Teisterbant. Kinderen waren: Dirk I van Altena en Thierry van Altena.[bron?]
- Dirk I van Altena (1105-1172), gehuwd met Adela Berthouts. Kind was Dirk II van Altena.[bron?]
- Dirk II van Altena (1130-1189), gehuwd met Mathilde ?. Kinderen waren: Boudewijn van Altena, Heilwig van Altena, Hendrik van Altena en Arnold van Altena.
- Boudewijn van Altena (1145-1200), heer van Altena, Brustem en Heusden. Hij zou kruisvaarder geweest zijn. Gehuwd met Margaretha van Bornem, die Vrouwe van Kortessem was. Kinderen waren: Margaretha van Altena, Aleidis van Altena, Dirk III van Altena, Sophia van Altena en enkele naamlozen.
- Dirk III van Altena (1180-10 maart 1242), heer van Altena. Gehuwd (vlak na 1214 ?) met Imena (van Leuven?) en, voordien, met Maria (mogelijk een van Horne). Kind was: Margaretha van Altena, dochter van Imena.
  - Margaretha van Altena (ca. 1214-1247) trouwde met Willem Arnoud Jan van Hedikhuizen (1190-1254).
  - Heilwig van Altena, geboren omstreeks 1210, huwde in 1230 Willem I van Horne. Onduidelijk wie haar moeder is, Imena kan wanneer Heilwig in 1215 is geboren.

Het huis Altena stierf hiermee in de mannelijke lijn uit. De bezittingen (zoals Almkerk en Kortessem) kwamen aan het Huis Horne.